# Gernot, genannt Irrmut

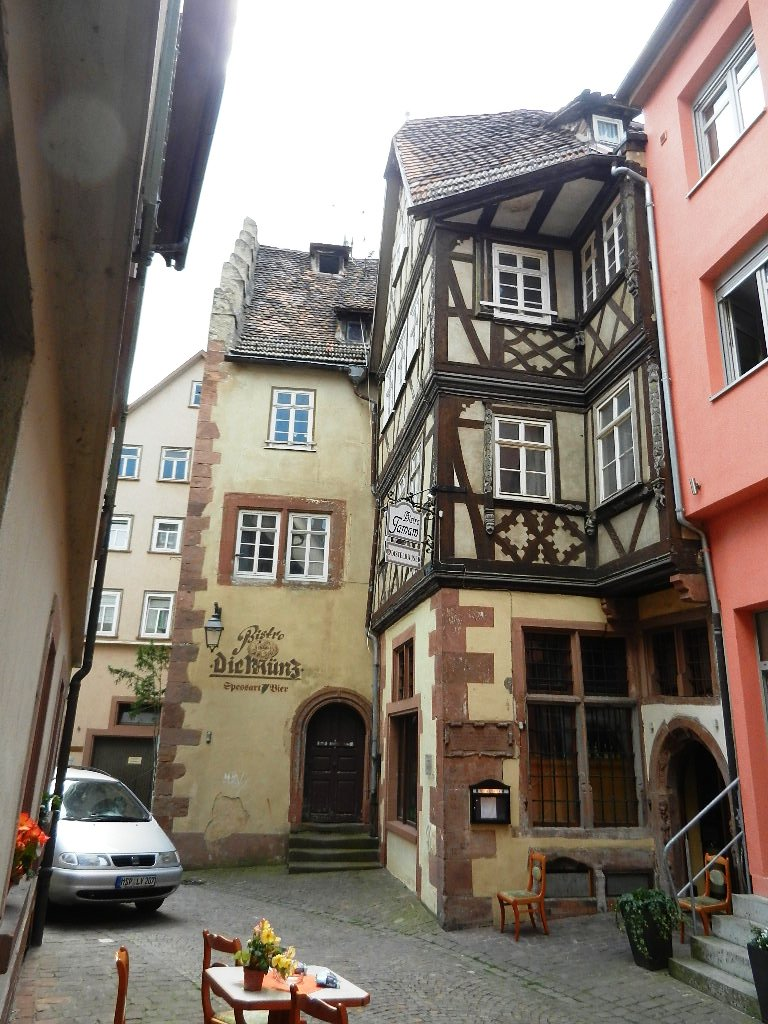
Alte Münz, ältestes Wohnhaus im Zentrum Wertheims 1260 errichtet. Wohnhaus des Stadtschultheiß

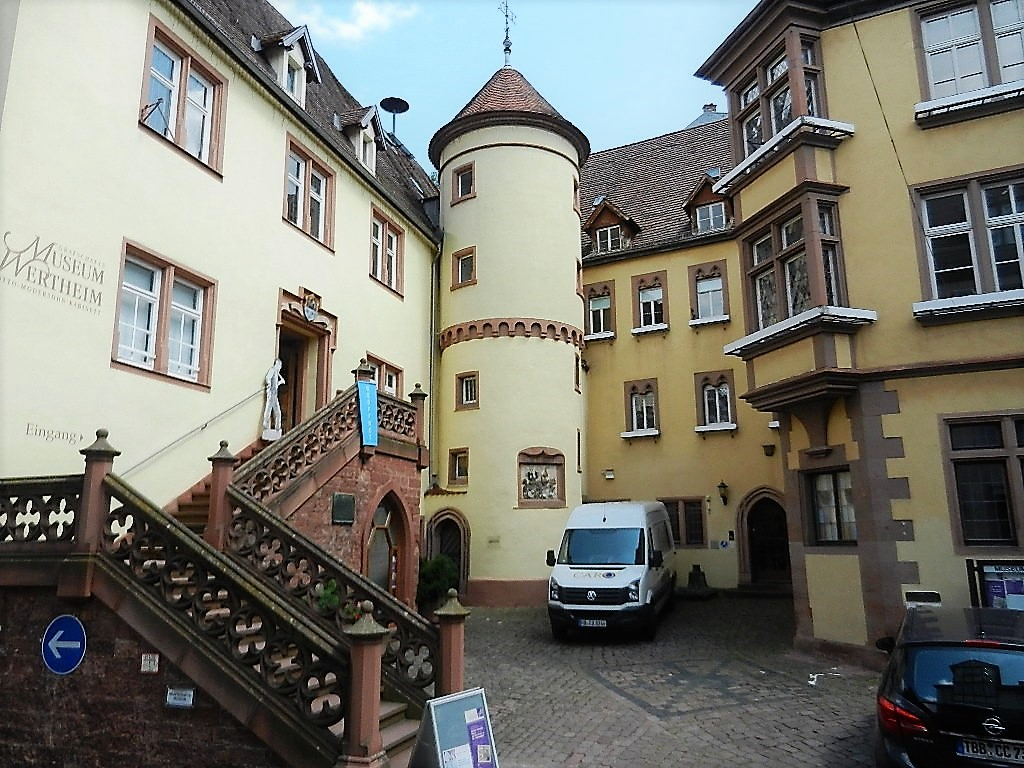
Historischer Schulzensitz, seit 1562 Altes Rathaus in Wertheim

Gernot, genannt Irrmut (* 1280 in Wertheim; † vor September 1347) war Oberhaupt einer Patrizierfamilie in Wertheim, Dertingen und Homburg am Main.
Des Standes wegen waren sie mit Grafen in Rechtsstreit, sie liehen dem Bischof Matthias von Mainz 1330 und dem Erzbischof von Mainz 1427 Geld. Schon vor 1330 saßen sie auf einer Wertheimer Burg. 1370 hatte Ruker Irremut von Wertheim ein Stadtrichteramt und war Bürger zu Külzheim. Den Zehnt verschiedener Ortschaften mehrte ihr Vermögen, 1427 gehörte ihnen z. B. 1/4 des Zehnt von Hundheim. 1429 besitzen sie noch das Mannlehen Dertingen.

## Leben
Ein Spitzenahn des bürgerlichen Geschlechtes ist 1304 durch Gernot, genannt Herold von Wertheim belegt. Ihm folgte ein Sohn Gernot, genannt Irrmut, der als Schultheiß von Wertheim, seit 1323 im Wechsel mit Gernot von Kottwitz, wirkte. Beide dienten dem Grafen von Wertheim. Ein Schulzenhaus, das schon 1260 errichtet wurde, war Wohnhaus des Schultheiß und beherbergte auch die Münze von Wertheim. Karl der IV. vergab 1363 das Münzprägerecht an die Grafenschaft. Das Geschlecht der Gernot’s wurde mit Ländereien, Weinbergen, Mühlen südlich von Wertheim und einer Burgherrenstätte auf Homburg am Main im 14. und 15. Jahrhundert belehnt. Ihre Besitzungen in Homburg, Wertheim und Kreuzwertheim gehörten zu Zeiten Karls IV. zur böhmischen Krone. Der Dertingener–Miltenberger Familienzweig nannte sich weiterhin „Irrmut“ bis ins 15. Jahrhundert, danach starb der Irrmut-Zweig aus. König Gustav von Schweden nannte um 1632 noch in einer Landschenkung an Wertheim ein Irrmut-Lehen.

## Deutung und Namenszusammenhang Irrmut und Gerner(t)
Der Beiname Irrmut bedeutet Widerwille. Der Irremot, irre(n)mot ist in alten Namensbüchern erklärt. Der Beiname Widerwille ist wohl für einen Schultheiß, Richter und Herold namens Gernot eine persönliche Charaktereigenschaft gewesen. Der Sprachwissenschaftler Karl Gustav Albert Hoefer setzt den Beinamen Irremut mit Dummert und Dumrath einem Altvile gleich, der laut Sachsenspiegel nicht lehenswürdig war. Dieser Umstand leitete wohl die Änderung des Namens ein. Ein Familienzweig nannte sich Irrmut, anderer Zweige bekamen die Ableitung des Namens Gernot als Familiennamen. In einem kaiserlichen Befehl an die Schultheissen von Dertingen, aus Prag am 27. September 1600, nennt der Befehl unter Vierzehendes: Gernetten dem alten Schultheissen zu Wertheim, gemeint war somit der Schultheiß, genannt Irrmut. Die Schreibweise des Familiennamens ist auch Gerner, der Schultheiß von Wertheim, dies ist durch häufige Abbreviaturen von Gernot entstanden, wie es zuvor auch in den Nibelungenliedtextvarianten nachweislich vorkam, d. h., Gernot wird zu Gernet, Gernet zu Gernert, durch Abfall des t entstand dann Gerner als Patronym des Gernot.

## Nachkommen der Geschlechter namens Gerner
Im südlichen Maingebiet nannten sich Nachkommen nun Gerner(t) und Gernet. Gerner’s gründeten in der Grafschaft Wertheim Müllerdynastien, dienten als Ritterknechte, waren Burgsassen (-männer) und -vögte auf Burg Homburg am Main, auf Burg Sulz (Jagst), waren Schlossbesitzer in Sindolsheim und arbeiteten in den herrschaftlichen Verwaltungen der Grafen von Wertheim und anderen Adligen als Schultheiß, Rücker (Richter), Keller bzw. Schreiber. Bernhardus Gernert (1498) und sein Bruder aus Klingenberg am Main waren Studenten an der Universität Heidelberg. Geldverbindlichkeiten zu den Adelsfamilien von Kottwitz (Kottbus), von Fechenbach, von Collenberg, von Baldersheim bestanden.

## Migration des Geschlechts nach Osten

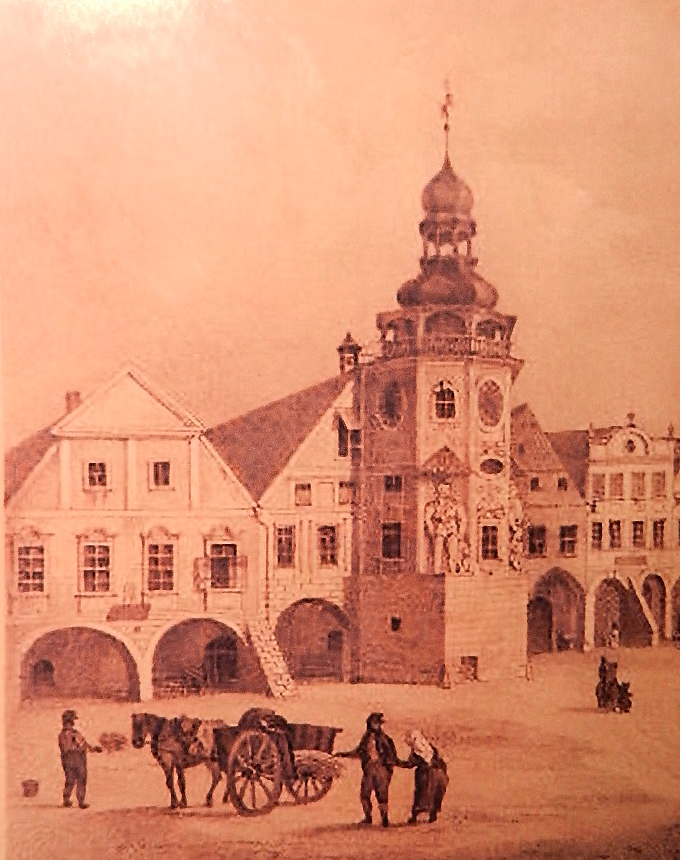
Rathaus Arnau, links Patrizierhaus der Gernert in Böhmen

Eine Binnenmigration, um das Jahr 1362 herum, von Wertheim am Main, dem Mannlehen der böhmischen Krone, zum böhmischen Stammland Karls IV. an die obere Elbe ist mit der dortigen Gründung des Dorfes Kottwitz durch die Herren von Kottwitz und Gern(ot),-(ert) aus Franken nachzuweisen. Schon 1326 machte der Landesherr Graf Rudolf von Wertheim die Burg Königheim zum böhmischen Lehen, sein Nachfolger Graf Eberhard von Wertheim stellte 1362 seine Stammburg Wertheim und Creutzwertheim unter den Schutz der Prager Könige und machte sie ebenfalls zum böhmischen Lehen. In der Zeit Karls des IV. und mit der Ostexpansion des Deutschen Ordens gingen die ansässigen fränkische Herren von Kottwitz, zurück in den Osten und ein Teil der Gerner zog mit ihnen. Die Deutschorden Kammerballei Böhmen mit der Kommende Miletin gab für die Kolonisierung im Raum Arnau einen guten Ausgangspunkt. Die Setzung der Gernot-Gernet-Gernert-Gerner Kolonisten im böhmischen Arnau/Hostinne und auch unter dem tschechisch Namen K(h)erner(t) ist in Tschermna, in Hohenelbe und in Wildschütz zu finden. Kerner(t)hatten in Tschermna die größten Bauernhöfe. Dies zeigt die Familie Gerner(t) 1506 in Arnau als Stadtpatrizier und Großbauernfamilie. Sie besaßen ein Haus neben dem Arnauer Rathaus mit groß ausgebautem Weinkeller, das sie 1592 an die von Waldstein / Wallenstein verkauften. Sie waren im 16. Jahrhundert deren Weinschenke in Arnau und kassierten die Torgelder der Reisenden und Händler. Sie amtierten als Stadträte, Senatoren, Bürgermeister und geprüfte Räte von Arnau. Der böhmische Exulantenführer namens George Gernert, der 1682 durch Flucht einer Dorfbevölkerung nach Sachsen einen protestantisch-schlesischen Gerner-Zweig schuf, entstammt diesem Geschlecht.

## Quellen

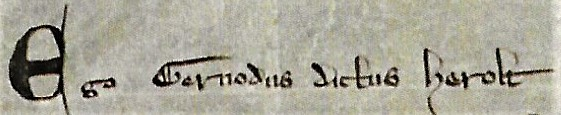
1304 Gernodus der Herold

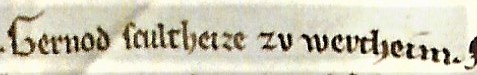
1325 Gernod als Name des Schultheiß

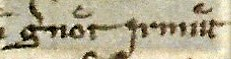
1325 Das ER in Gernot wird mit Kürzungszeichen (Bogen) ersetzt

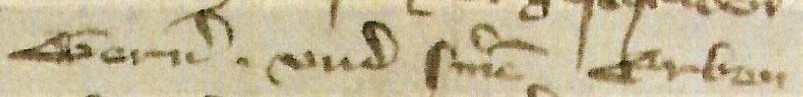
1325 Gernod wird nach dem N mit Kürzungszeichen für ER, nicht für O, geschrieben. (Wie im Nibelungenlied entsteht Gern er(dt) aus Gern o dt)

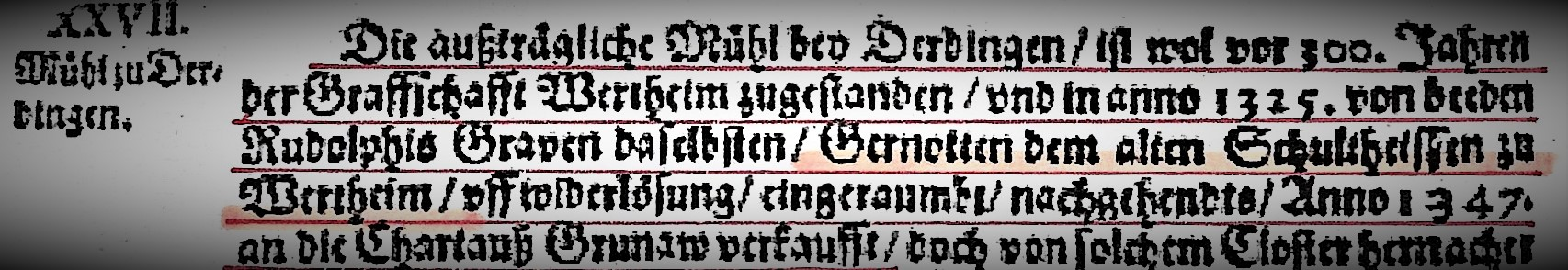
1325 Mühle zu Dertingen, Verkauf an Gernotten

## Wappen oder Siegel im Schild
Das Siegel des Schultheiß der Stadt Wertheim um 1324, der Gernot (auch Gerner), genannt Irrmut bezeugte und siegelte die Urkunden der Grafschaft und der Stadt Wertheim.

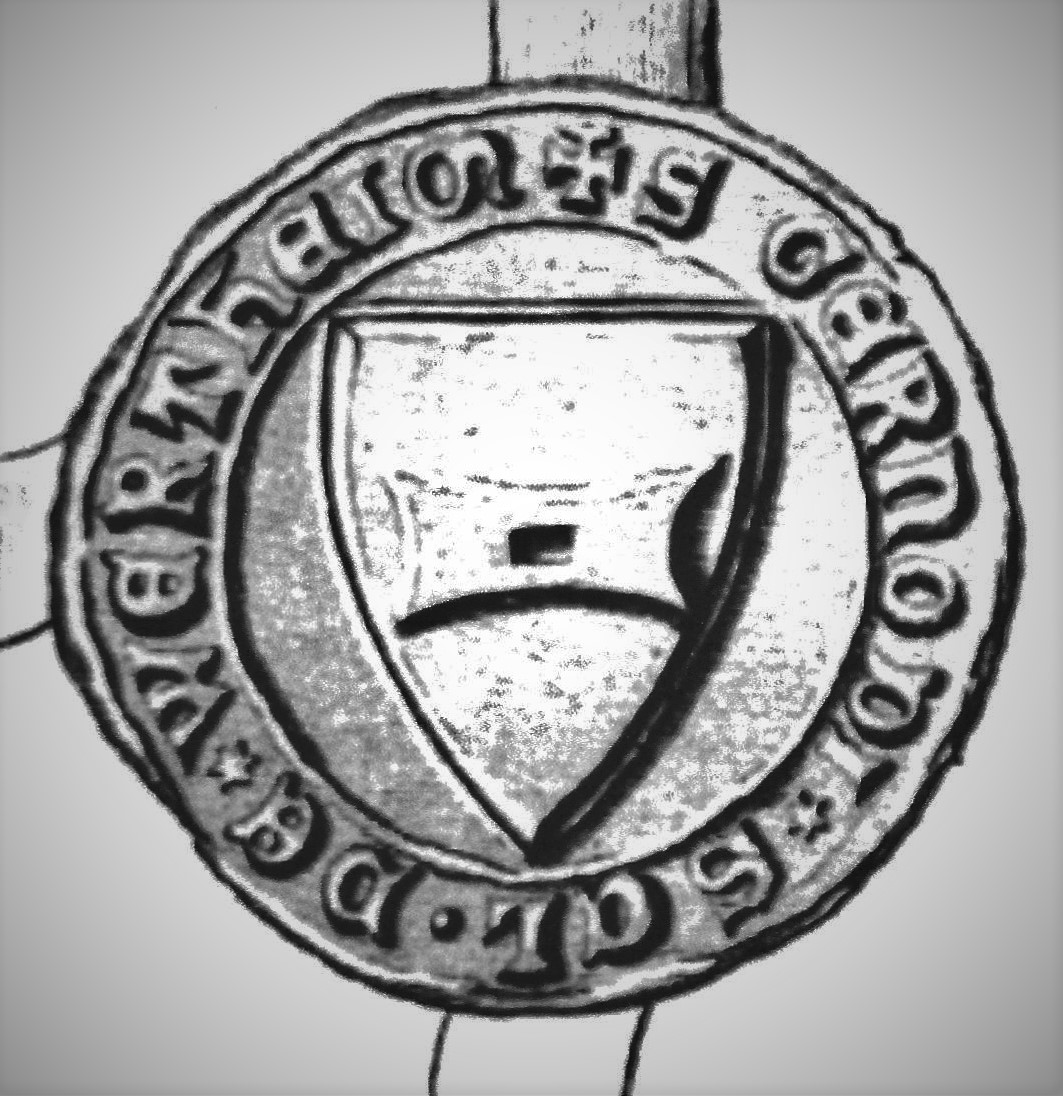
Wappen Schultheiss GERNOD

 Anhängende Wachssiegel mit der umlaufenden Prägung WERTHEIM + S GERNODI * SAL . DE * zeigten in einem Herzschild die Abbildung eines Mühleisens. Das Siegel hängt an Urkunden der Stadt Wertheim, Dertingen, Homburg am Main u. a. Auch die schlesischen von Kottwitz führten Mühlsymbole in ihrem Wappen.